# Hylaea (Apocynaceae)
Hylaea là chi thực vật có hoa trong họ Apocynaceae.

## Các loài
- Hylaea arborescens (Monach.) J.F.Morales
- Hylaea leptoloba (Monach.) J.F.Morales